# Euplectromorpha euplectriformis
Euplectromorpha euplectriformis är en stekelart som först beskrevs av Crawford 1911.  Euplectromorpha euplectriformis ingår i släktet Euplectromorpha och familjen finglanssteklar. Inga underarter finns listade i Catalogue of Life.